# Nagara (Inde)
Pour les articles homonymes, voir Nagara.
Nagara (en canarais : ನಗರ ; qui signifie « La cité ») est une ville historique d'Inde située dans la région de Canara (ou Kanara), sur la Cheravotty, dans l'État du Karnataka. Elle s'appelait Bednor (ಬಿದನೂರು (bidanūru)) au 16e siècle, et ce fut la dernière capitale de la dynastie des Keladi. Elle est située dans une vallée cernée par les Ghats occidentaux.
En 1763, Haïder-Ali, Sarvadhikari (Divan ou Chef du gouvernement) de Mysore a pris ce fort et l'a appelé Hydernagar ou Hydernagara d'après son nom "Hyder".  Les paysans de la région autour de la ville ont mené la révolte de Nagar (en) contre le royaume de Mysore en 1830.